# Бирс (река)
Бирс (фр. La Birse) — река в Швейцарии (кантон Юра́), левый приток Рейна. Средний расход воды — 15,4 м³/с. Уклон реки — 7,07 м/км.
Находится на западе Швейцарии. Берёт своё начало неподалёку от коммуны Таван в Бернском кантоне у юрского ущелья Pierre Pertuis в швейцарских горах Юра на высоте 762 метра над уровнем моря. Впадает в Рейн выше Базеля на высоте 246 метров над уровнем моря. Перепад высот между истоком и устьем достигает 516 метров, уклон реки (в среднем) — 7 метров на километр. У бернского местечка Лауфен на выходе из ущелий в Лауфенскую долину образует водопад. Длина реки составляет около 73 км. Площадь бассейна насчитывает 922,3 км². Принимает воды стекающей с Трамеланской долины реки Трам и ещё ряда небольших притоков. Один из крупных притоков Бирса — река Люсель. У Эш-Дорнека Бирс выходит на Рейнскую равнину и, минуя историческую достопримечательность часовню Святого Якова у Бирсфельдена, впадает в Рейн и затем в Северное море.
Минимальный уровень воды в реке Бирс наблюдается в летний период (на протяжении с июля по сентябрь месяц). С декабря по март регистрируется зимний паводок, пик которого приходится на январь-февраль месяц.
В долине реки Бирс располагаются стекольные заводы, а также фабрики по производству часов, шёлка и бумаги; в долине реки Сорн (приток Бирса) развита чёрная металлургия: доменные печи, заводы по выплавке железа и сплавов, кузнечное производство. Долину реки Бирс пересекает линия железной дороги Базель — Биль.

## Битвы на Бирсе
25 августа 1444 года в 1 км к юго-востоку от Базеля состоялся бой между швейцарскими союзниками и французской армией Арманьяков под руководством дофина Людовика. Погибло 1200 швейцарцев.
22 июля 1499 года в 10 км к югу от Базеля, у села Дорнаха и Дорнека, швейцарские союзники одержали победу над войсками Швабского союза, после которой заключённый в Базеле мир положил конец Швабской войне.

## Фотогалерея

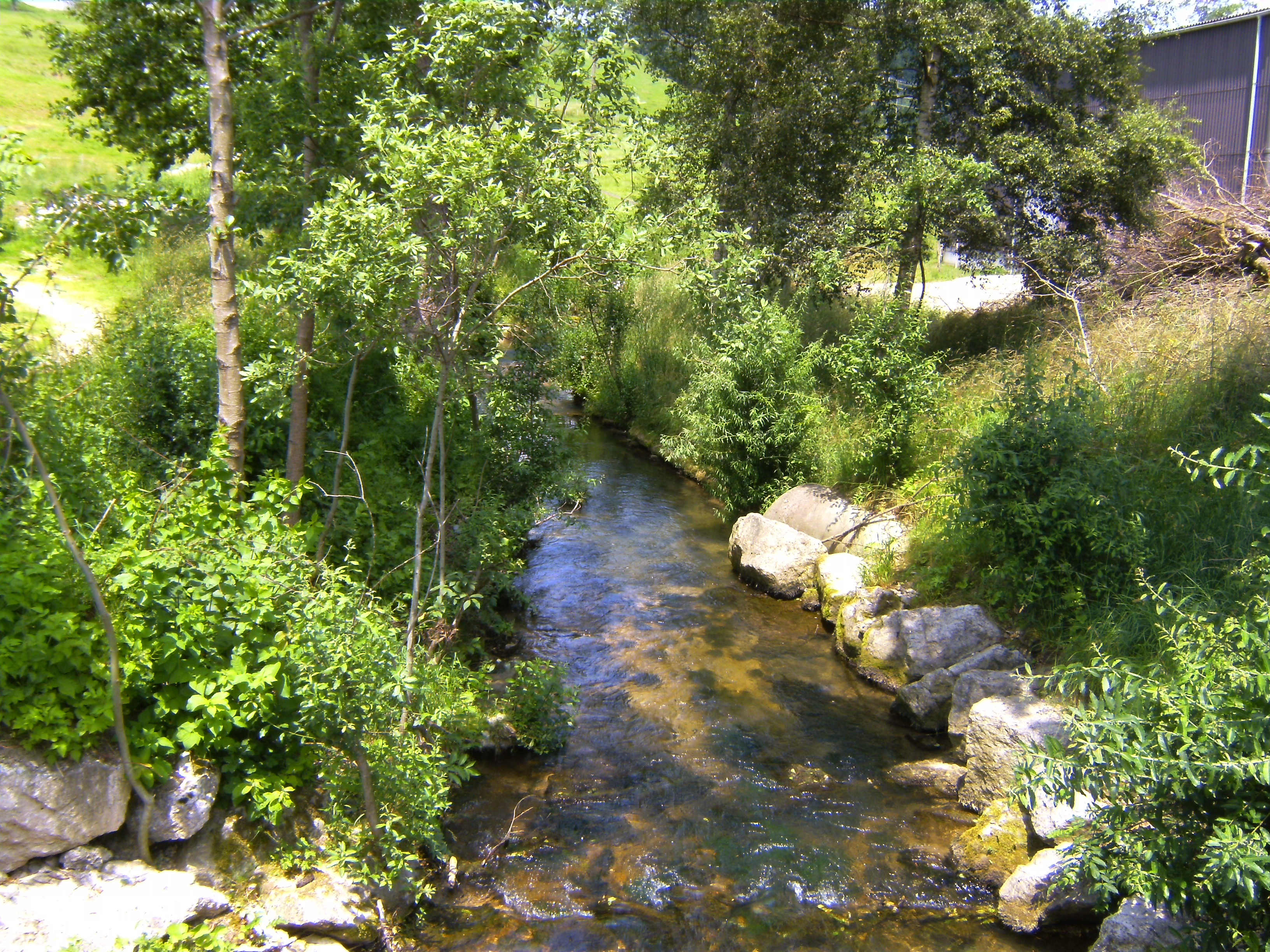
Бирс возле Тавана
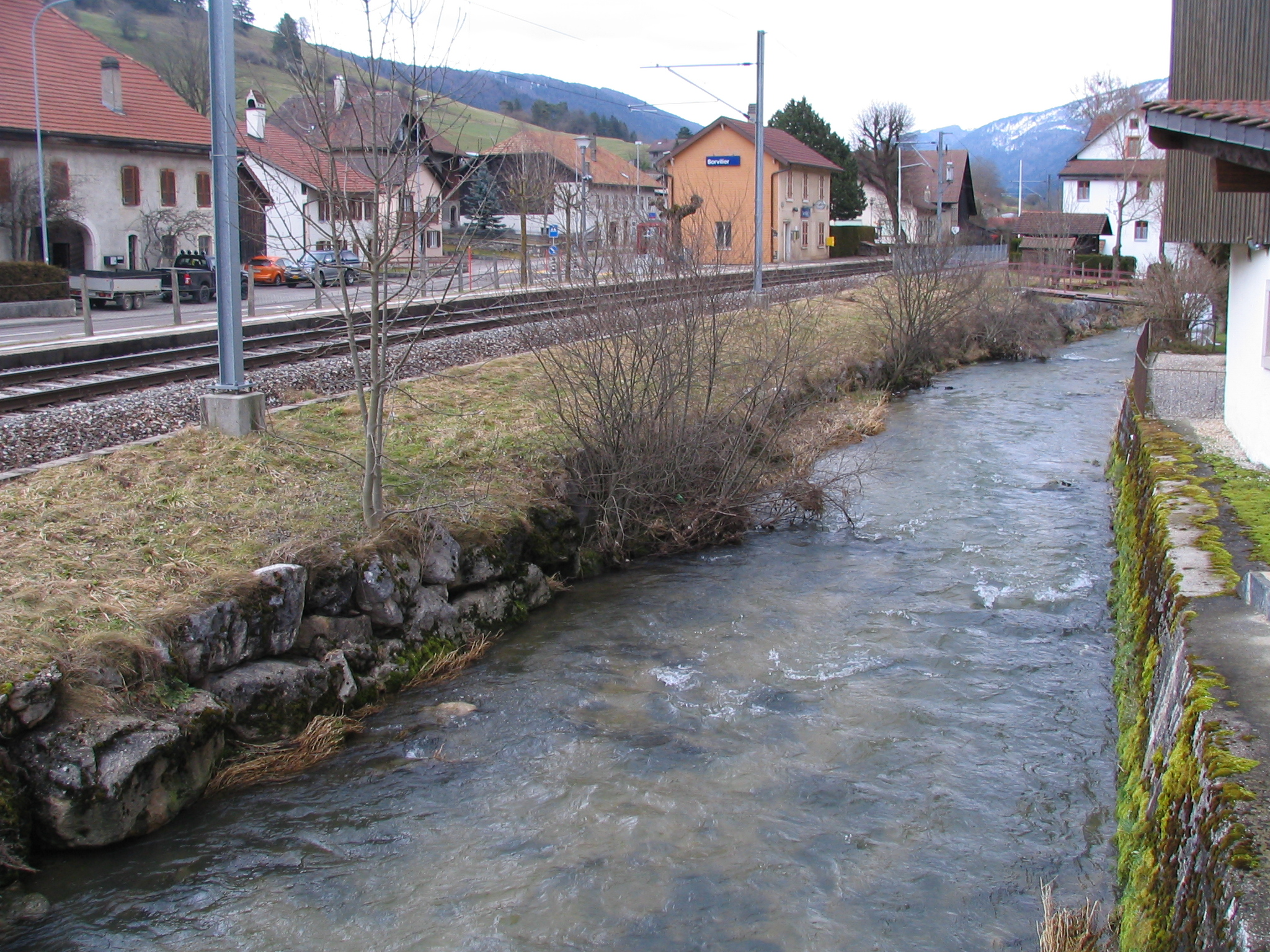
Бирс в Сорвилье
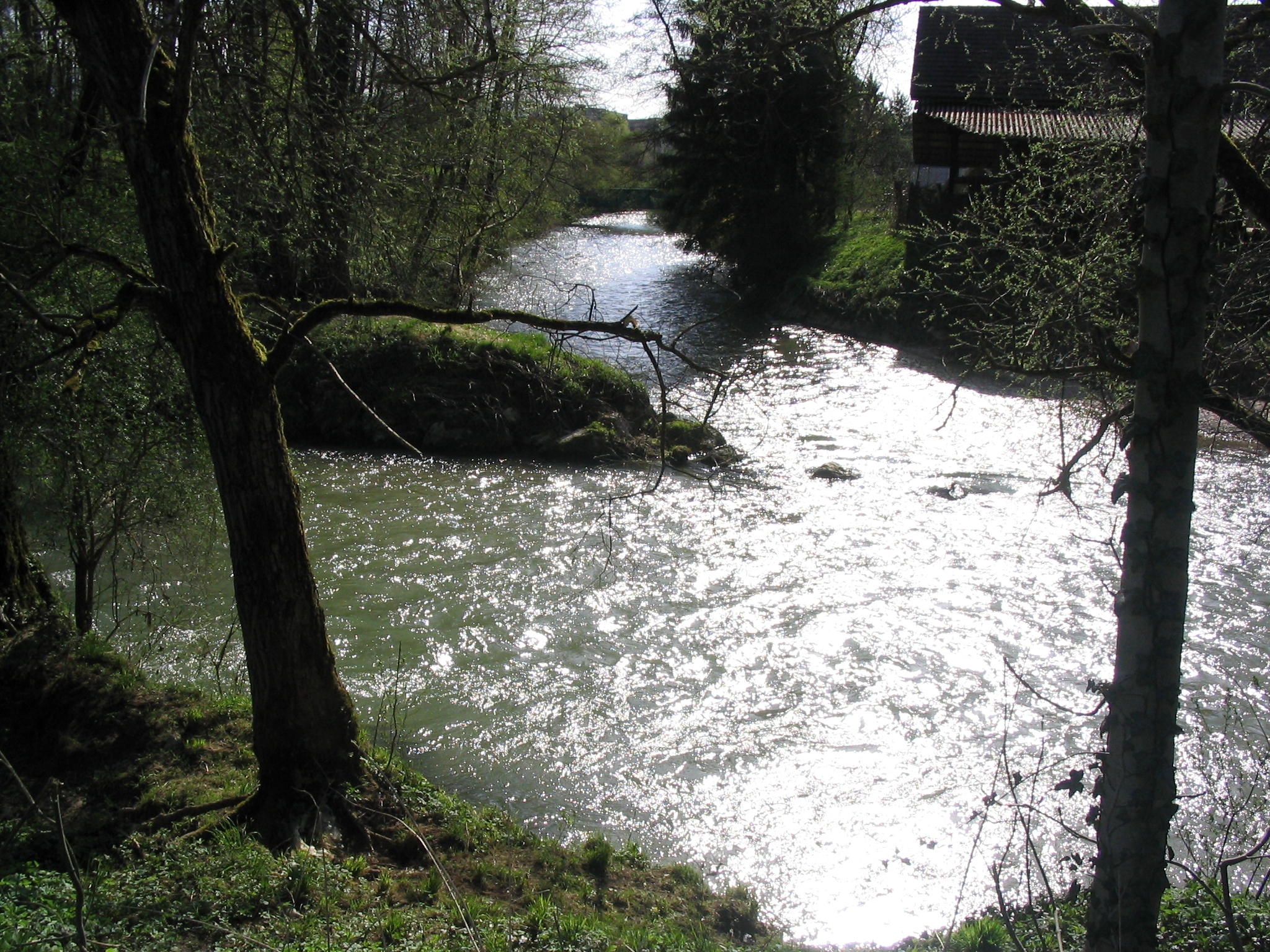
Бирс и приток Сорн (Делемон)
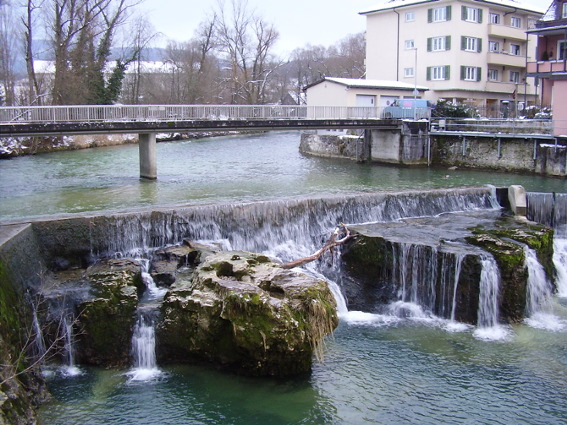
Водопад возле Лауфена
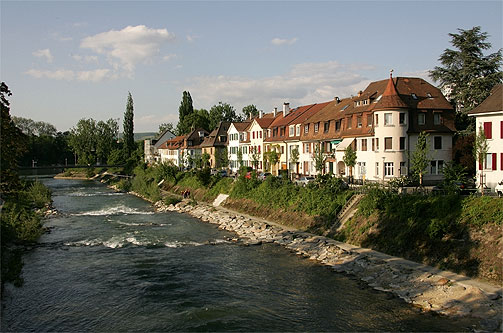
Бирс в Бирсфельдене
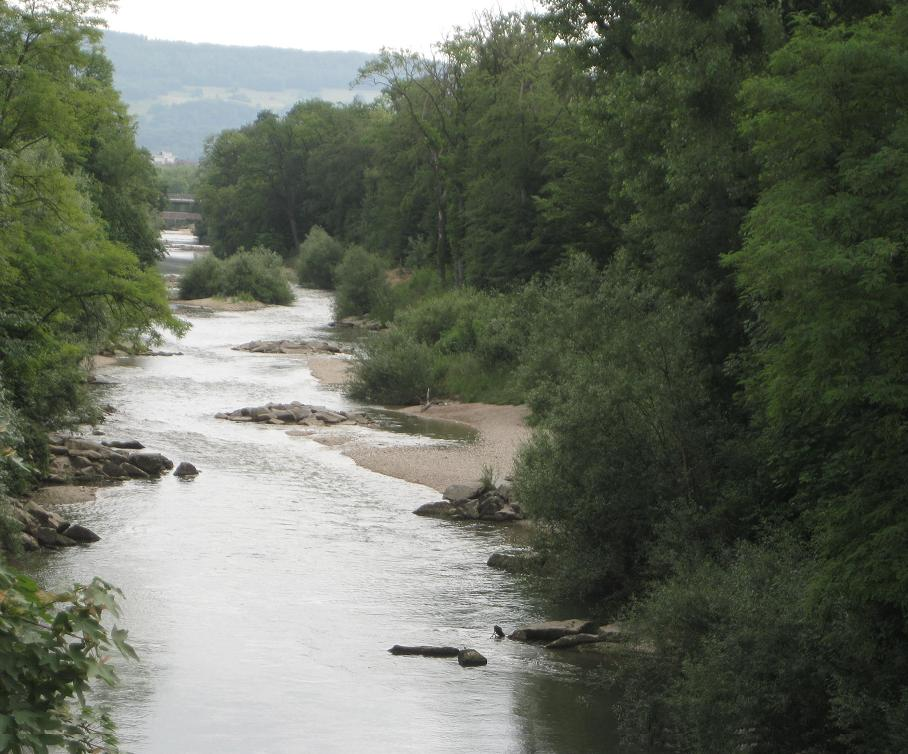
Бирс в Мюнхенштайне
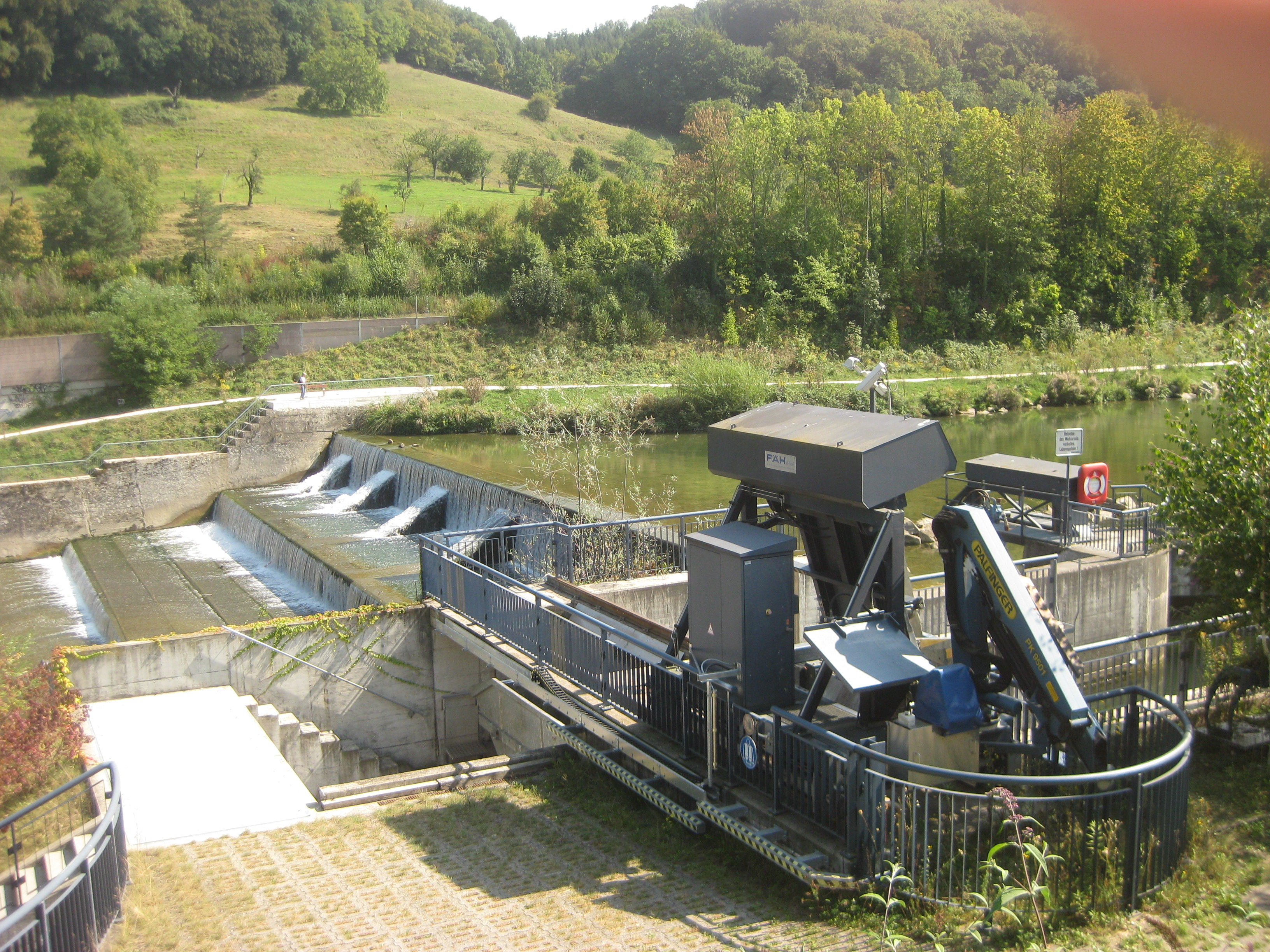
Бирс на малой ГЭС (Мюнхенштайн)
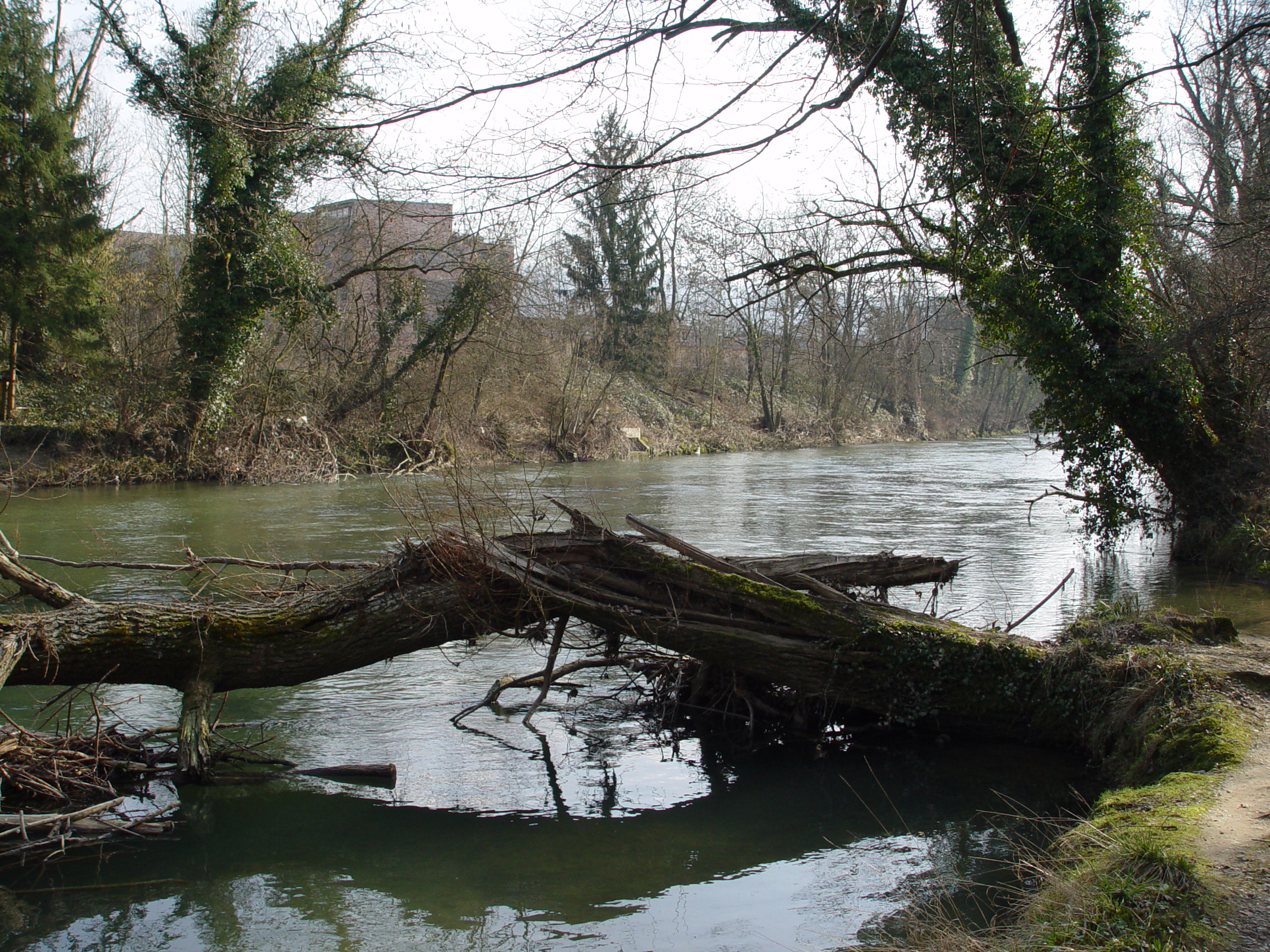
Паводок на Бирсе